# フランソワ・ラヴァイヤック

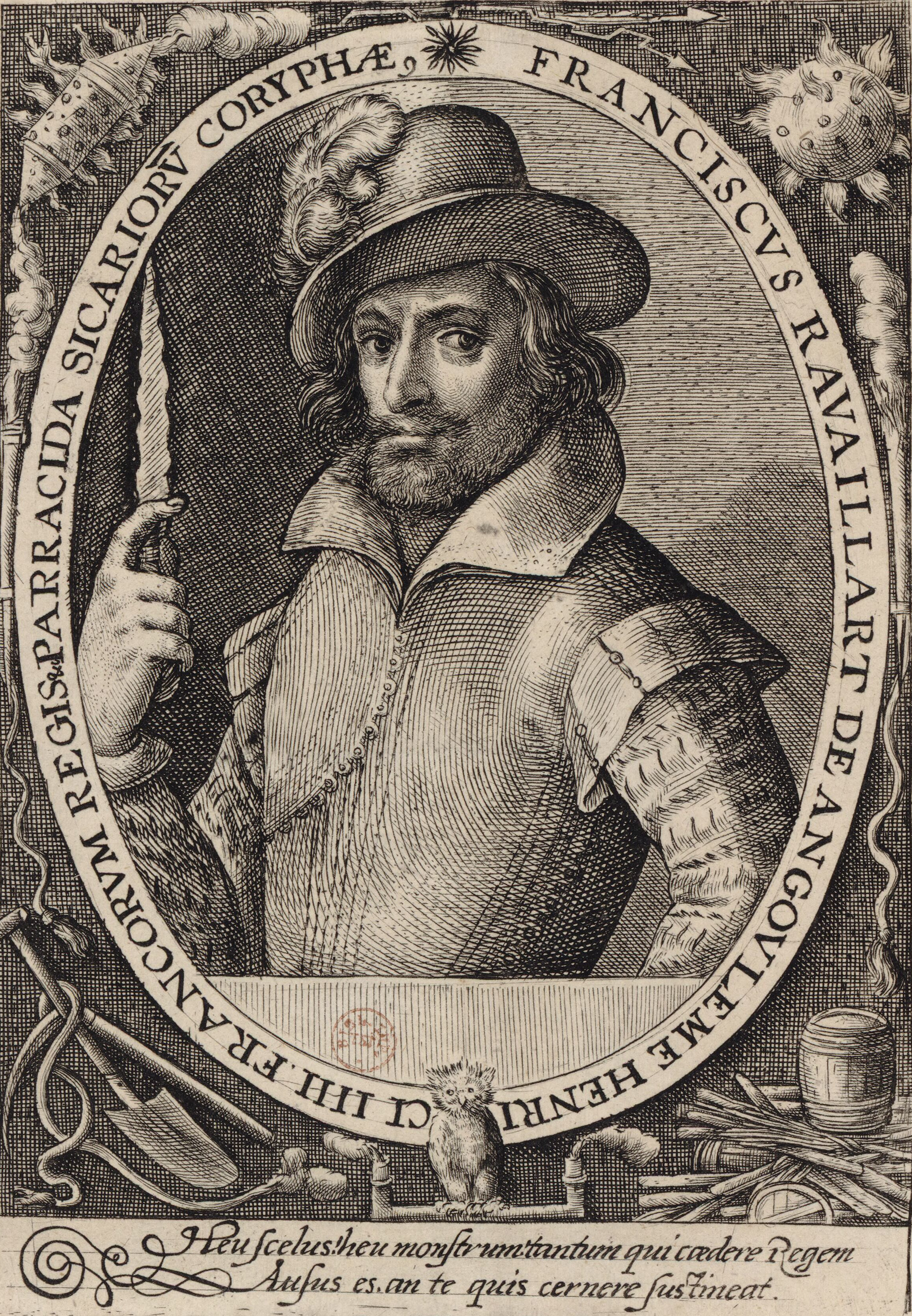
フランソワ・ラヴァイヤック

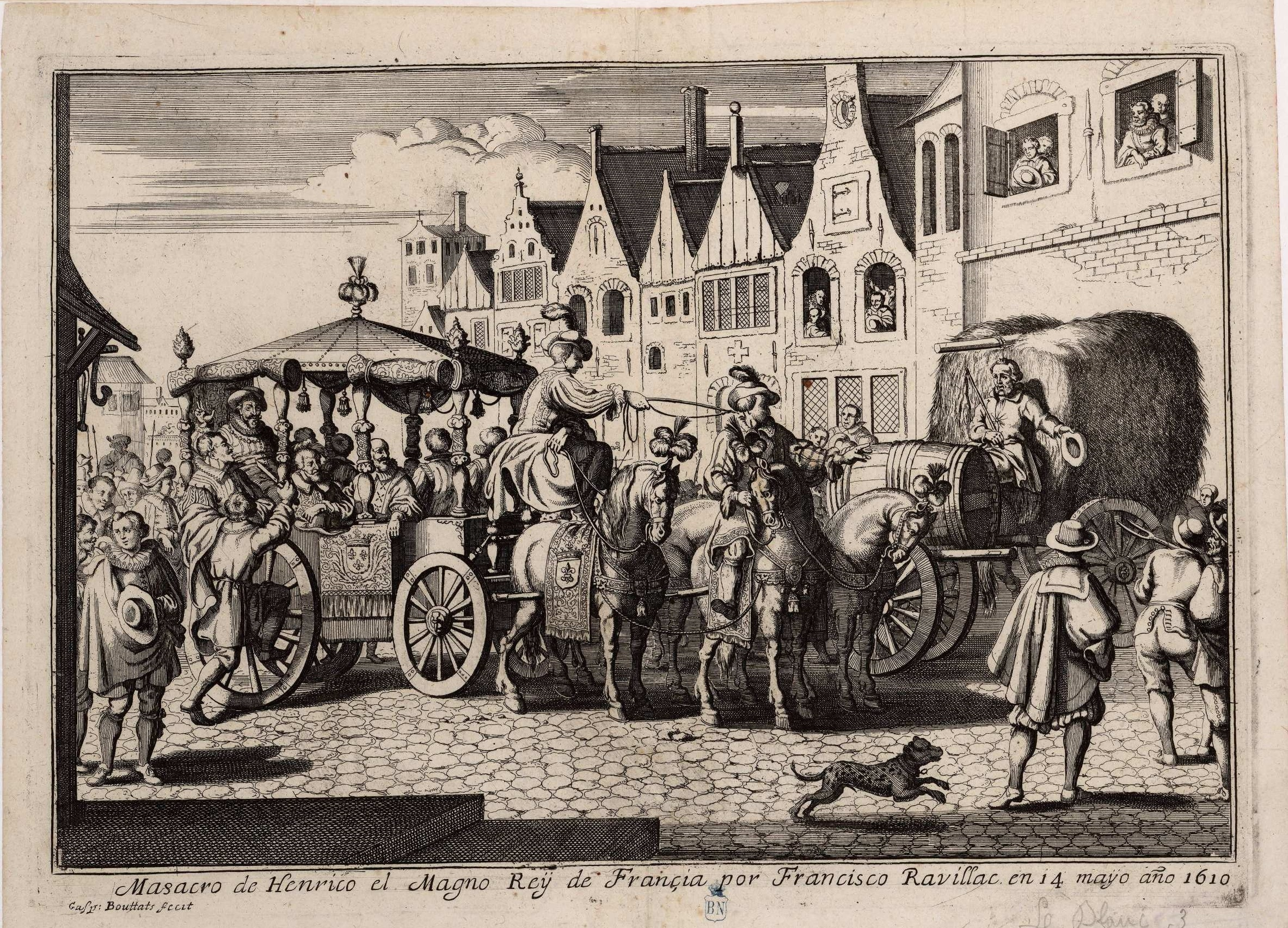
アンリ4世を暗殺するラヴァイヤック

フランソワ・ラヴァイヤック（François Ravaillac、1578年 - 1610年5月27日）は、フランス王国の暗殺者。狂信的なカトリック教徒でフランス王アンリ4世を刺殺した。
アングレーム市の近くで生まれ、六人兄弟で父親が家族を捨てたため貧困のなかで育った。信仰心が篤く修道士になることを希望し、フイヤン派に入会して厳しい修行をしたが、幻覚を見るようになって数週間で退会させられた。そのためイエズス会に入会を希望したが、断られて落ち込んだ。その後、アングレーム市の裁判所で書記をして、疎遠になった兄弟の代わりに年老いた母親を養っていたが、近くに住んでいた父親と兄弟が窃盗のかどで告発されたため解雇され、駐車係と地元の子どもたちに読み書きとキリスト教の教義を教えることで生計をたてていた。
1609年にアンリ4世に謁見しようとパリに出かけ、ルーヴル宮殿に3度も足を運び3度も護衛に追い返された。「異端者を亡き者にせよ」という神の声を聞くようになり、翌年パリに出た。1610年5月14日、パリ市内を通行中に乗っていた馬車が立ち往生したアンリ4世を刺殺した。その場で捕らえられ、コンシェルジュリーに投獄された。ラヴァイヤックの背後にある黒幕を暴こうと、尋問、拷問が続いたが、ラヴァイヤックは組織的な陰謀であることを頑なに否定。パリ高等法院は単独犯として死刑を命じた。
1610年5月27日、ラヴァイヤックはコンシェルジュリーを出た後、ノートルダム大聖堂前で公開陳謝してグレーヴ広場（現在のパリ市庁舎前広場）で八つ裂きの刑となった。遺体は見物していた大観衆によって切り刻まれた。ラヴァイヤックの両親は国外追放とされ、ラヴァイヤックの親戚は姓を変えさせられた。